# Rabia Soytürk
Rabia Soytürk (Istanbul, 26 gennaio 1999) è un'attrice turca.

## Biografia
Nata nel 1999 a Istanbul (Turchia) e originaria di Trebisonda, Rabia Soytürk dopo aver completato l'istruzione primaria e secondaria ha deciso di iscriversi presso il dipartimento di infermieristica del Health College, dove al termine degli studi ha conseguito la laurea. Successivamente, seguendo il suo interesse per la recitazione, ha studiato teatro presso il centro culturale Sadri Alışık. Nel 2018 ha fatto il suo esordio sul piccolo schermo con il ruolo di Gülcan nella serie televisiva Çukurdakiler. Nello stesso anno ha ricoperto il ruolo di Süveyda nella serie Şahsiyet. Nel 2018 e nel 2019 ha ottenuto il ruolo di Selen Alkiliç nella serie Gülperi.
Nel 2019 ha fatto il suo debutto al cinema con il ruolo di Aslı nel film Özgür Dünya diretto da Şevki Es e Faruk Aksoy. Dal 2019 al 2021 ha fatto parte del cast della serie Benim Adım Melek, nel ruolo di Defne Yıldırım. Nel 2021 e nel 2022 ha vestito i panni di Karaca Hatun nella serie Alparslan: Büyük Selçuklu. Nel 2022 è stata scelta per interpretare il ruolo della protagonista Ekim Güleryüz nella serie adolescenziale Duy Beni. L'anno successivo, nel 2023, ha ricoperto il ruolo di Aslı Yıldız nella serie Veda Mektubu ed è stata il volto del marchio New Well. Nel 2024 ha dato vita al personaggio di Aslım Gencer nella serie Kör Nokta, seguita nel 2025 dal ruolo di Aslı nella serie Aşk Sarmalı.

## Filmografia

### Cinema
- Özgür Dünya, regia di Şevki Es e Faruk Aksoy (2019)

### Televisione
- Çukurdakiler – serie TV, 1 episodio (Show TV, 2018)
- Şahsiyet – serie TV, 12 episodi (puhutv, 2018)
- Gülperi – serie TV, 18 episodi (Show TV, 2018-2019)
- Benim Adım Melek – serie TV, 66 episodi (TRT 1, 2019-2021)
- Alparslan: Büyük Selçuklu – serie TV, 24 episodi (TRT 1, 2021-2022)
- Duy Beni – serie TV, 20 episodi (Star TV, 2022)
- Veda Mektubu – serie TV, 24 episodi (Kanal D, 2023)
- Kör Nokta – serie TV, 4 episodi (ATV, 2024)
- Aşk Sarmalı – serie TV (Prime Video, 2025)

## Spot pubblicitari
- New Well (2023)

## Riconoscimenti
- Pantene Golden Butterfly Awards
  - 2022: Candidata come Miglior attrice per la serie Duy Beni[27][28]
  - 2022: Candidata come Migliore coppia televisiva con Caner Topçu per la serie Duy Beni[27][28]